# OpenMail
OpenMail ist eine Groupware für E-Mails und Kalendarien, die von Hewlett-Packard entwickelt und 1990 auf den Markt gebracht wurde. Hewlett-Packard selbst stellte die Weiterentwicklung und den Vertrieb im Jahr 2001 mit der Version 7 ein. Unter der Marke Scalix ist seit 2006 die aktuelle Version 11 erhältlich.
Es handelt sich um einen Server für Unix, der mittels Webbrowser genutzt werden kann. Er unterstützt Microsoft Outlook als Personal Information Manager und andere E-Mail-Programme als Mailserver. Der Server wurde für HP-UX entwickelt, aber noch von Hewlett-Packard auf AIX, Solaris und Red Hat Linux portiert.
Als Mail Transfer Agent nutzt er Sendmail.

## Samsung Contact
Ende 2001 vergab Hewlett-Packard eine Lizenz an den Kunden Samsung, die Software weiterentwickeln und dann unter eigenem Namen vertreiben zu dürfen. Die Weiterentwicklung und der Vertrieb von Samsung Contact wurde Ende 2005 mit der Version 9 wieder eingestellt.

## Scalix
2003 begann die im Vorjahr gegründete Scalix Corporation, auf Grundlage einer weiteren Lizenz von Hewlett-Packard eigene Weiterentwicklungen von OpenMail zu vertreiben. Im Juli 2007 wurde Scalix von Xandros übernommen und im Juli 2011 an Sebring Software Inc, einem Hersteller von sog. On-Premise Collaboration- und Cloud-Software, verkauft.
Seit Dezember 2009 findet keine Weiterentwicklung von Scalix mehr statt, auch der Wechsel zum neuen Eigentümer Sebring hat vorerst nichts an dieser Situation geändert.
Am 11. November 2013 wurde eine Pressemitteilung veröffentlicht, dass Scalix im Rahmen eines Management-Buy-out übernommen worden sei. Am selben Tag wurde die Version 12 veröffentlicht.